# David Elsner
David Elsner (* 22. März 1992 in Landshut) ist ein deutscher Eishockeyspieler, der seit Juli 2025 erneut beim EV Landshut aus der DEL2 unter Vertrag steht und dort auf der Position des Stürmers spielt. Zuvor war Elsner unter anderem für den ERC Ingolstadt sowie die Nürnberg Ice Tigers, Straubing Tigers und Löwen Frankfurt in der Deutschen Eishockey Liga (DEL) aktiv.

## Karriere

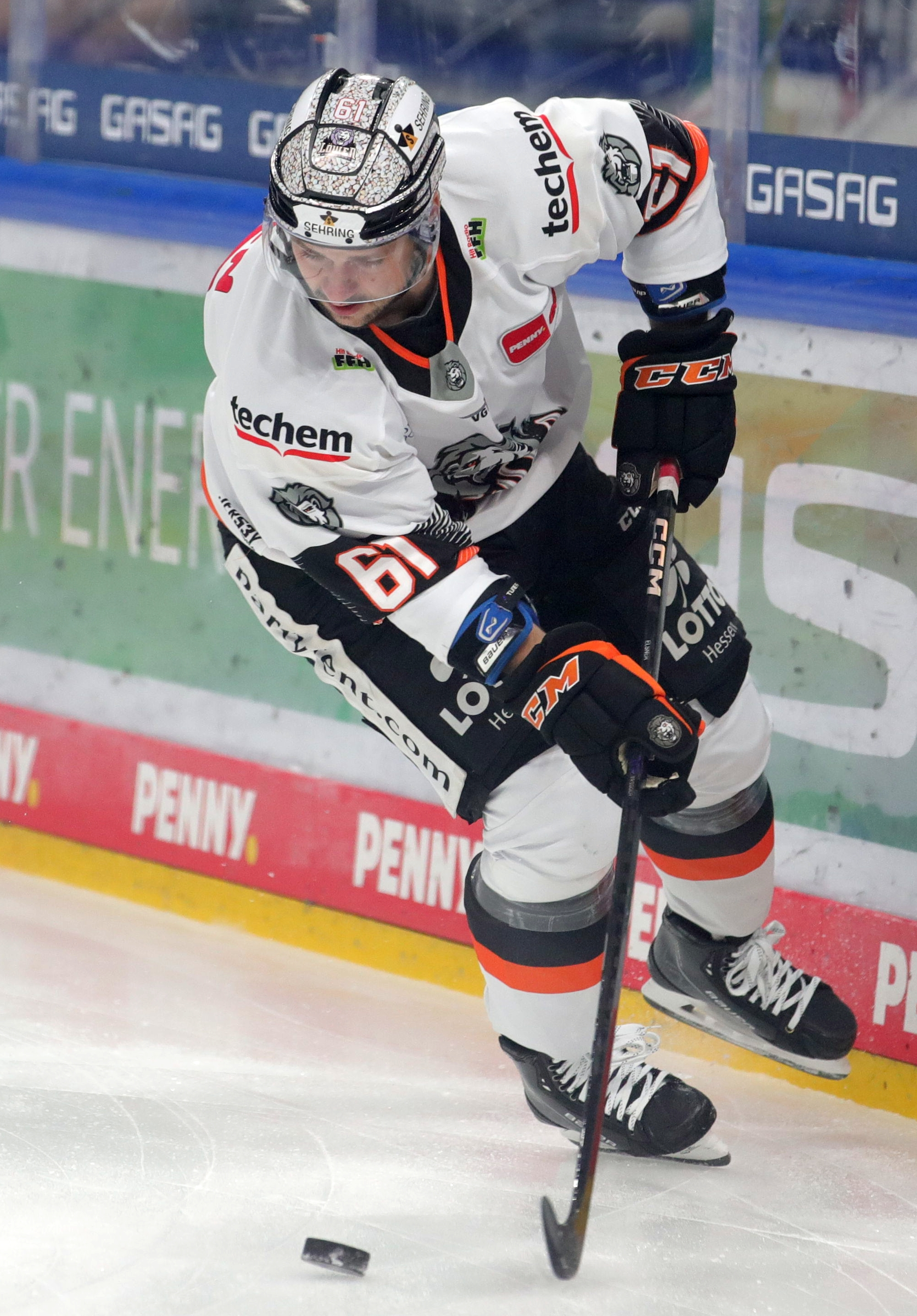
Elsner im Trikot der Löwen Frankfurt (2022)

David Elsner begann seine Karriere als Eishockeyspieler in seiner Heimatstadt in der Nachwuchsabteilung des EV Landshut, für den er von 2007 bis 2011 in der Deutschen Nachwuchsliga (DNL) aktiv war. In der Saison 2009/10 gab der Angreifer zudem sein Debüt für die Profiabteilung des Clubs, die Landshut Cannibals, in der 2. Bundesliga und erzielte in insgesamt 35 Spielen sechs Tore und gab weitere drei Vorlagen. Anschließend wurde der deutsche Junioren-Nationalspieler im NHL Entry Draft 2010 in der siebten Runde als insgesamt 194. Spieler von den Nashville Predators aus der National Hockey League (NHL) ausgewählt. Für die Saison 2010/11 erhielt Elsner eine Förderlizenz des ERC Ingolstadt aus der Deutschen Eishockey Liga (DEL). Bei seinen drei Einsätzen für Ingolstadt erzielte er ein Tor.
Zur Saison 2011/12 wechselte der Stürmer zu den Sault Ste. Marie Greyhounds aus der kanadischen Juniorenliga Ontario Hockey League (OHL), die ihn in der ersten Runde des CHL Import Drafts als insgesamt 34. Spieler ausgewählt hatten. In der folgenden Saison 2012/13 kehrte der Rechtsschütze zurück nach Landshut. Im Sommer 2013 unterschrieb Elsner einen Zweijahresvertrag bei den Nürnberg Ice Tigers aus der DEL. Er kam im Rahmen einer Förderlizenz weiterhin für Spiele seiner Heimatmannschaft EV Landshut sowie die Löwen Frankfurt in der DEL2 zum Einsatz.
Im Mai 2015 gab der ERC Ingolstadt aus der DEL die Verpflichtung Elsners bekannt. Des Weiteren kam er in der Saison 2015/16 im Rahmen einer Förderlizenz in acht Spielen beim ESV Kaufbeuren zum Einsatz. Nach der Saison 2015/16, in der der Rechtsschütze 33 Spiele für Ingolstadt absolvierte, wurde sein Vertrag um eine weitere Saison verlängert. Im Anschluss an die Saison 2016/17 wurde im März 2017 die Verlängerung des Vertrages um zwei weitere Spielzeiten bis 2019 mit klubseitiger Option bis 2020 bekanntgegeben. Diese Option nutzte der Klub und gab im Januar 2019 bekannt, dass der Rechtsschütze eine weitere Saison für Ingolstadt auf dem Eis stehen würde. Im Februar 2020 veröffentlichte der ERC Ingolstadt die Verlängerung des Vertrags um die Saison 2020/21.
Nach sechs Spielzeiten im Trikot der Panther verließ Elsner Ingolstadt im Jahr 2021 und schloss sich zur Saison 2021/22 dem Ligakonkurrenten, den Straubing Tigers, an. Zur Saison 2022/23 kehrte Elsner zu den Löwen Frankfurt zurück, die im Frühjahr 2022 in die DEL aufgestiegen waren. Nach nur einer Spielzeit wurde der Vertrag des Stürmers jedoch nicht verlängert, der sich daraufhin im August 2023 den Blue Devils Weiden aus der drittklassigen Eishockey-Oberliga anschloss. Mit dem Klub gelang ihm im Frühjahr 2024 der Aufstieg in die DEL2. Dort schaffte das Team in seinem ersten Jahr den Sprung in die Playoffs. Dennoch kehrte Elsner im Sommer 2025 zu seinem Stammverein und Weidens Ligakonkurrenten EV Landshut zurück.

### International
Für Deutschland nahm Elsner an der U18-Junioren-Weltmeisterschaft der Division I 2010 sowie U20-Junioren-Weltmeisterschaft der Division IA 2012 teil, bei der er mit beiden Mannschaften in die Top-Division aufstieg. Im März 2018 wurde er von Bundestrainer Marco Sturm erstmals in die A-Nationalmannschaft berufen.

## Erfolge und Auszeichnungen
- 2011 DNL-Meister mit dem EV Landshut
- 2024 Oberliga-Meister und Aufstieg in die DEL2 mit den Blue Devils Weiden

### International
- 2010 Aufstieg in die Top-Division bei der U18-Junioren-Weltmeisterschaft der Division I
- 2012 Aufstieg in die Top-Division bei der U20-Junioren-Weltmeisterschaft der Division IA

## Karrierestatistik
Stand: Ende der Saison 2024/25

### International
Vertrat Deutschland bei:
- World U-17 Hockey Challenge 2009
- U18-Junioren-Weltmeisterschaft der Division I 2010
- U20-Junioren-Weltmeisterschaft der Division IA 2012

(Legende zur Spielerstatistik: Sp oder GP = absolvierte Spiele; T oder G = erzielte Tore; V oder A = erzielte Assists; Pkt oder Pts = erzielte Scorerpunkte; SM oder PIM = erhaltene Strafminuten; +/− = Plus/Minus-Bilanz; PP = erzielte Überzahltore; SH = erzielte Unterzahltore; GW = erzielte Siegtore; 1 Play-downs/Relegation; Kursiv: Statistik nicht vollständig)